# Ray Eberle
Raymond "Ray" Eberle (19 de enero de 1919 — 25 de agosto de 1979) fue un cantante estadounidense de la época de las big bands, conocido principalmente por su colaboración musical con Glenn Miller. 

## Biografía
Nacido en Hoosick Falls, Nueva York, su padre, John A. Eberle, era policía local, pintor de letreros y tabernero. Su hermano mayor, Bob Eberly, también era cantante de big bands, y actuó con la orquesta de Jimmy Dorsey. Ray empezó a cantar en su adolescencia, sin ninguna formación musical especial. En 1938, Glenn Miller, que buscaba un cantante para su orquesta, preguntó a Bob si tenía hermanos que supieran cantar. Bob respondió afirmativamente y Ray fue contratado. Aunque a los críticos y a los músicos de la orquesta no les entusiasmaba el estilo vocal de Eberle, Miller siguió trabajando con él.
Ray Eberle encontró el éxito con Miller, cantando en el film Orchestra Wives la canción "At Last". Además, también actuó en la película de Twentieth Century Fox Sun Valley Serenade (1941). 
En el film de Universal Studios Mister Big hizo un cameo como él mismo. Eberle fue principalmente intérprete de baladas, y entre 1940 y 1943 consiguió buenos resultados como vocalista masculino en las encuestas de la revista Billboard.
Eberle cantó "Sometime", tema compuesto por Glenn Miller en 1939, "Polka Dots and Moonbeams", "At Last" (número 9 de Billboard en 1942), y "To You". A pesar de ello, Miller, que era muy estricto dirigiendo su orquesta, le despidió por llegar tarde a un ensayo en Chicago como consecuencia del intenso tráfico. Miller le reemplazó en junio de 1942 contratando a Skip Nelson. 
Tras su salida de la formación de Miller, Eberle trabajó brevemente con la banda de Gene Krupa, lanzándose después a una carrera en solitario. Más adelante se juntó con Tex Beneke, antiguo miembro de la orquesta de Miller, para hacer una gira nacional en 1970. A finales de esa década organizó su propio grupo musical. 
Eberle estuvo casado con Janet Young, con la que tuvo dos hijos. Ray Eberle falleció a causa de un infarto agudo de miocardio en Douglasville, Georgia, el 25 de agosto de 1979. Tenía 60 años de edad.